# Henrik Bernhard Palmær

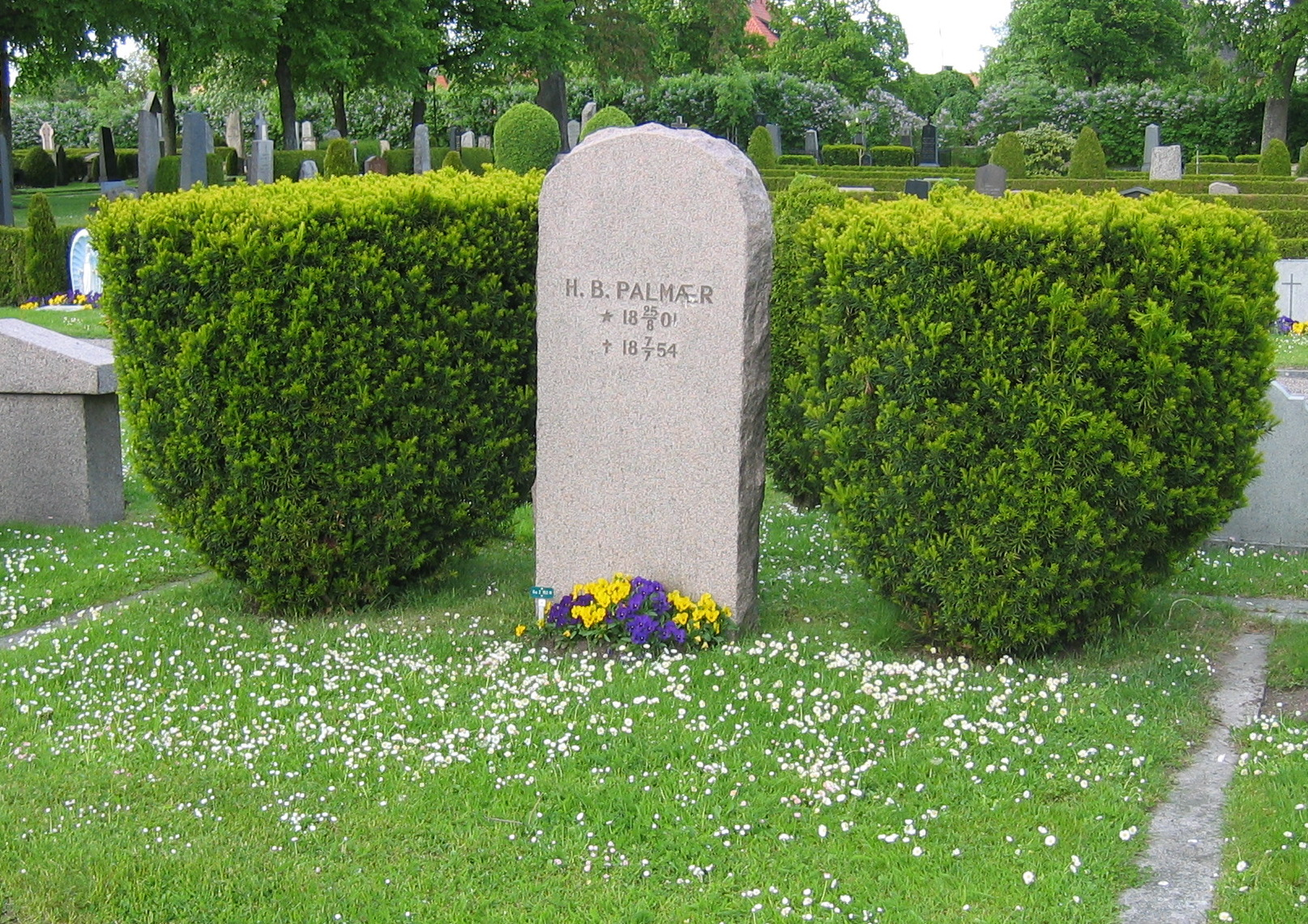
H.B. Palmær är begravd i Linköping.

Henrik Bernhard Palmær, född 25 augusti 1801 i Frinnaryds socken, Jönköpings län, död 7 juli 1854 i Linköping, var en svensk författare, satiriker, riksdagsman, tidningsman samt grundare av Östgöta Correspondenten. 

## Biografi
Palmær gick i skola och gymnasium i Linköping och blev student vid Uppsala universitet 1819. Han avlade examen vid filosofiska fakulteten 1830 och blev kemie och farmacie adjunkt vid Karolinska institutet i Stockholm 1832. Han misskötte sin adjunktstjänst och lämnade institutet efter tre år.
Han hade då i flera år varit verksam som litteraturanmälare i Aftonbladet, och hade 1834 under signatur riktat kritik mot tidningens utgivare och mot Esaias Tegnér. Hans inlägg "väckte det största uppseende genom sin bitande kvickhet och måste hänföras till det giftigaste, vår polemiska litteratur har att uppvisa." Men även som publicist visade Palmær sin obenägenhet för regelbundet arbete och måste 1835 lämna Aftonbladet.
Han sökte då en fast tjänst vid läroverket i Linköping men blev förbigången vid tillsättningen. 1838 startade han Östgöta Correspondenten, som på sin tid gjorde epok inom den svenska landsortspressen genom sitt kvicka innehåll och den hänsynslöshet med vilken Palmær anföll sina personliga fiender.
Hans mest kända artikel är den mot biskopen och domprosten i Linköping dräpande satiren Yttersta domen i Kråkvinkel. Artikeln medförde att tidningsnumret togs i beslag och Palmær blev åtalad för "hädelse mot Guds ord". Vid rättegången frikändes Palmær, varefter han hade nöjet att själv referera rättegången i sin tidning.
Han tröttnade också på Östgöta Correspondenten och tidningen övergick så småningom till medarbetaren Carl Fredrik Ridderstad. Från 1841 upphörde Palmærs bidrag till Östgöta Correspondenten och Palmær utgav under några år en månadstidskrift Herr Lars. 1844 fick han en lärartjänst i åkerbrukskemi vid Sjögestads lantbruksskola.
År 1847 utsågs boktryckare Palmær att representera Linköping och Vimmerby i borgarståndet vid 1847–1848 års riksdag. Han väckte där flera minnesvärda motioner, exempelvis om den medicinska undervisningens ordnande, om förbättring av mosaiska trosbekännares ställning i samhället m. m. Han insattes i allmänna besvärs- och ekonomiutskottet och gjorde sig i övrigt mest känd genom det attiska salt, som kryddade hans inlägg i förhandlingarna.
Efter riksdagens slut stannade Palmær i Stockholm som medarbetare i tidningarna Friskytten och Dagbladet samt utsände även mot slutet av 1849 flygbladet Gazetten. 1853 återvände han till Linköping, där han började utge Östgöta-Gazetten. Av den utkom 19 nummer fram till Palmærs död 7 juli 1854.
I sitt testamentes första paragraf hade han förordnat: "Min ärvda förmögenhet är arvsynden; och alldenstund jag ingen rättighet äger att ärvd förmögenhet fritt disponera, så må den i Guds namn bland mina släktingar och fränder fördelas, på sätt som gällande lag och förordningar föreskriva."
P.C. Jersild sammanfattar Palmærs bidrag: "Palmærs produktion som mest består av kortare tidningsalster visar att han var en fullfjädrad satiriker i Swifts anda. Hans metoder är skiftande; högst når han kanske i personförföljelserna. Men satiren var för Palmær inget självändamål utan en politisk handling mot ett förstockat privilegiesamhälle där dumhet, grymhet, och glitter härskade."
Många av Palmærs kvickheter gick land och rike kring, såsom hans uppmaning: "Riv dig inte i huvudet – du kan få stickor i fingrarna", eller hans definition av filosofin såsom "ett oändligt oväsen om ett oändligt väsen". Politiken kallade han "konsten att så ställa sig in hos Hin onde, att man ej stöter sig med Vår Herre".
Palmær är begravd på Gamla griftegården i Linköping.